# 메디아나

## 개요
주식회사 메디아나(영어: MEDIANA Co.,LTD)는 대한민국의 의료기기 기업이다.
메디아나는 환자감시장치, 심장충격기를 주요제품으로 생산하고 있으며 이들 제품군은 ODM 및 자사 브랜드로 판매하고 있다. 신규 사업으로 소모품 카테터(PICC) 등의 사업영역에서 제품을 출시하며 , 사업영역 확대 및 관련 신제품 개발을 진행하고 있다.
메디아나의 모든 제품은 현재 대한민국에 위치한 공장에서 전량 생산되고 있으며, 또한 지속적인 신규 ODM 거래선 확보에 주력하고 있다.
메디아나는 세계적인 의료기기 회사인 (미국)Medtronic,  (독일)Siemens 사 등과의 수출 계약 및 해외 대리점 계약 등을 통하여 해외로의 수출을 지속적으로 확대해 나가고 있다.
글로벌 헬스케어 기업들이 요구하는 수준의 제품 생산 및 관리능력을 갖춘 회사는 국내에서 메디아나가 유일하다고 할 수 있다. 메디아나는 거래 관계를 기반으로 안정적인 영업구조를 확보하고 자사 브랜드를 발전시킬 수 있는 기반과 명성을 확보하고 있다.

## 본점 및 지점 현황
- 본사/공장/연구소: 강원특별자치도 원주시 문막읍 동화공단로 132
- 영업: 서울특별시 서초구 동광로 53

## 주요 제품
- 메디아나는 의료기기 전문기업으로 우수한 기술 및 연구 인력, 기술 인력을 바탕으로 환자감시장치(Patient Monitor), 심장충격기(AED) 등을 제조하여 해외 및 국내에 공급 중이다.
- 주요 제품은 아래의 표와 같다.[주요 제품]

| 구분                | 구분                   | 구분                   | 내용 |
| 환자감시장치 솔루션 | 환자감시장치           | Patient Monitor        | 병원에서 환자의 대한 심전도(ECG), 심박수(HR), 비침습적 혈압(NIBP), 산소 포화도(SpO2), 맥박수(PR), 호흡수(RR) 등을 모니터링하는 의료기기                                                                                |
| 환자감시장치 솔루션 | 바이탈사인모니터       | Vital Sign Monitor     | 환자를 관리하며 관찰하는 병원 및 병원형 시설의 모든 영역에서 성인, 소아 및 신생아 환자에 대한 비침습성 혈압(NIBP, 수축기, 이완기 및 평균 동맥압) 산소포화도(SpO2), 맥박수(PR), 체온(Temp)을 모니터링하는 의료기기      |
| 환자감시장치 솔루션 | 동물용감시장치         | Veterinary Monitor     | |
| 환자감시장치 솔루션 | 산소포화도측정기       | Pulse Oximeter         | 병원에서 환자의 산소포화도를 모니터링하는 의료기기 |
| 응급의료시스템      | 자동심장충격기         | AED                    | 전기충격을 통해 심장의 세동을 제거하고 심장활동을 정상화하여 환자의 생명을 구하고 생존율을 높이는 자동심장충격기 |
| 응급의료시스템      | 고급형심장충격기       | Monitor/Defibillator   | 전기충격을 통해 심장기능을 소생시키는 고급형시장충격기로 구급차 등 응급처치 환경에서 사용하는 고급형 심장충격기 |
| 기타                | Vascular access device | Vascular access device | PICC (Peripherally Inserted Central Catheter) is a thin, long tube inserted through a peripheral vein in the arm, which then passes through to the central vein near the heart. This catheter serves several purposes: |
| 기타                | ODM/OEM                | ODM/OEM                | 30년 이상의 의료기기 제조 노하우와 전문인력을 보유. 글로벌 기업과 25년 간의 ODM 사업 협력 경험을 토대로 고객의 요구에 맞춘 맞춤형 의료기기 개발 및 제조에서 독보적인 강점 보유                                         |

## 최근 뉴스
1. 셀바스AI·메디아나, HLB글로벌과 함께 일본 의료 AI 시장 공략 머니투데이 :: 네이버뉴스
2. 메디아나, 환자감시장치 등 ‘유럽 CE MDR’ 인증 획득… 유럽 전역으로 시장 확대 < 의료기기 < 산업 < 기사본문 - 팜뉴스
3. [아침밥] KB증권 "메디아나, AI 의료 사업서 큰 수혜 누릴 것" - 머니S
4. [클릭 e종목]"메디아나, 의료AI 혁신 주도…지나친 저평가" - 아시아경제
5. 메디아나·셀바스AI, 의료 AI 협의체 출범 "생체데이터 기반 예측모델 만든다" - 머니투데이
6. 메디아나-셀바스헬스케어, KIMES에서 AI 융합 통한 커넥티비티 공개 - 머니투데이
7. 메디아나, 중동 최대 의료기기 전시회 '아랍헬스 2025' 참가…AI의료 솔루션 선봬

## 연혁

#### 2025년도
- 메디아나 ㆍ셀바스AI ㆍ뷰노ㆍ제이엘케이, 의료 AI 생태계 확장 위한 MedicalAI Strategic Alliance(MASA) 출범
- 환자감시장치(Patient Monitoring) 전 모델 및 중앙환자감시시스템(CMS) 유럽 CE MDR 인증 취득
- ESG경영시스템 ISO14001(환경),ISO45001(안전보건),ISO37001(부패방지) 인증 취득

#### 2024년도
- 최대주주 변경(주식회사 셀바스에이아이) 및 곽민철 대표이사 취임
- "의료용 카테터 고정기(PICC)" 의장권 취득
- 제51회 상공의날 상공업진흥유공 산업포장 수상

#### 2023년도
- 혁신형의료기기기업 인증(혁신선도형)(23.12.1 ~ 26.11.30 보건복지부)
- 동물용의료기기 환축감시장치(Patient Monitoring M50 VET) 제조품목허가
- '자동 심폐소생술장치' 유럽 특허 취득
- 벤처창업진흥유공 임직원부문 중소벤처기업부장관 표창
- 혁신형 의료기기 기업 보건의료,산업 분야 발전공로 표창(보건복지부장관)
- 인적자원개발 우수기관인증 선정(선취업후학습부문)_고용노동부 등 4개 기관
- 영국 Reliance Medical Ltd. AED 모델A15 공급계약 체결

2022년도
- KOICA ‘우크라이나 인도적지원을 위한 의료기기(환자감시모니터) 제조업체’선정
- 자동심장충격기(AED) A15, A16모델 UKCA 인증 취득
- 자동심장충격기(AED) A16모델 MDR(Medical Device Regulation) CE인증 3등급 취득
- 고급형 심장충격기(Monitor/Defibillator) 'D100' 모델 식약처 의료기기 제조 허가 취득

## 기업 사이트 (외부 링크)
- 메디아나  - 공식 웹사이트